# Rózsa József (író)
Rózsa József (Tusnádfürdő, 1893. március 3. – Kolozsvár, 1968. július 10.) tanár, ifjúsági író.

## Életútja
Középiskoláit Csíksomlyón kezdte, s a gyulafehérvári Római Katolikus Főgimnáziumban érettségizett (1911). Harctéri szolgálat miatt félbeszakította felsőfokú tanulmányait. A kolozsvári egyetem bölcsészkarán szerzett tanári diplomát (1918), majd filozófiai doktori címet (1921). 
Egykori gyulafehérvári iskolájában helyettesként (1918–1920), a kolozsvári Római Katolikus Főgimnáziumban pedig rendes tanárként tanított (1920–1940, 1944–1948) klasszika-filológiát, magyart, románt és filozófiát is. Az iskola címzetes igazgatója (1935–40), az Erdélyi Római Katolikus Státus tagja. 1940–44 között marosvásárhelyi tankerületi főigazgató. 
1948-ban nyugdíjazzák; bedolgozó szövetkezeti munkaerőként papírzacskó-ragasztásból pótolta csekély nyugdíját.

## Munkássága
Életművében kiemelkedő jelentőségű a Jóbarát című ifjúsági lap, amelyet felelős szerkesztőként (1925-1940) és laptulajdonosként (1937–1940) jegyzett. Vezércikkeiben kitartó munkára, a magyar nyelv tisztaságának megőrzésére, a szociális kérdések iránti érzékenységre nevelt, s visszautasított minden politikai szélsőséget. Irodalmi és történelmi portréi, nemzeti múltunk tanulságainak megfogalmazása, az egyházi ünnepek köszöntése, a mindennapi élet apró eseményeinek krónikás rögzítése az erkölcsi nevelés megannyi iskolapéldáját szolgáltatják. 
A folyóirat mellékleteként zsebnaptárt is szerkesztett („Jó barát”-naptár az 1926–27. iskolai évre), s iskolai segédkönyvet is állított össze (Latin antológia. A líceum V-VIII. osztálya számára. Kolozsvár 1946). Bodor Andrással és Kovács Erzsébettel magyarra dolgozta át T. Vasilescu és N. Barbu IX. osztályos latin tankönyvét (1957).